# Christianus Joannes Antonius Heydenrijck
Christianus Joannes Antonius Heydenrijck (Amsterdam, 13 januari 1832 - Vught, 6 september 1911) was een Nederlands politicus.
Heydenrijck was een katholiek negentiende-eeuws politicus die als liberaal begon en later steeds conservatiever werd. Hij was advocaat in Nijmegen en vanaf 1862 afgevaardigde voor het district Nijmegen. Hij sloot zich in 1867 aan bij de tegenstanders van het conservatieve kabinet, maar keerde zich later tegen democratische hervormingen. Hij kwam daarbij lijnrecht tegenover Schaepman te staan. Hij verruilde in 1883 de Tweede Kamer voor de Raad van State. Hij bleef ook toen echter politiek actief en trachtte in 1884 nog tevergeefs terug te keren in het parlement. In 1890 werd hij lid van de Raad van Voogdij.
1. ↑  benoemd bij K.B. van 1 mei 1883; eervol ontslag bij K.B. van 20 juni 1905